# Wędkarstwo spławikowo-gruntowe

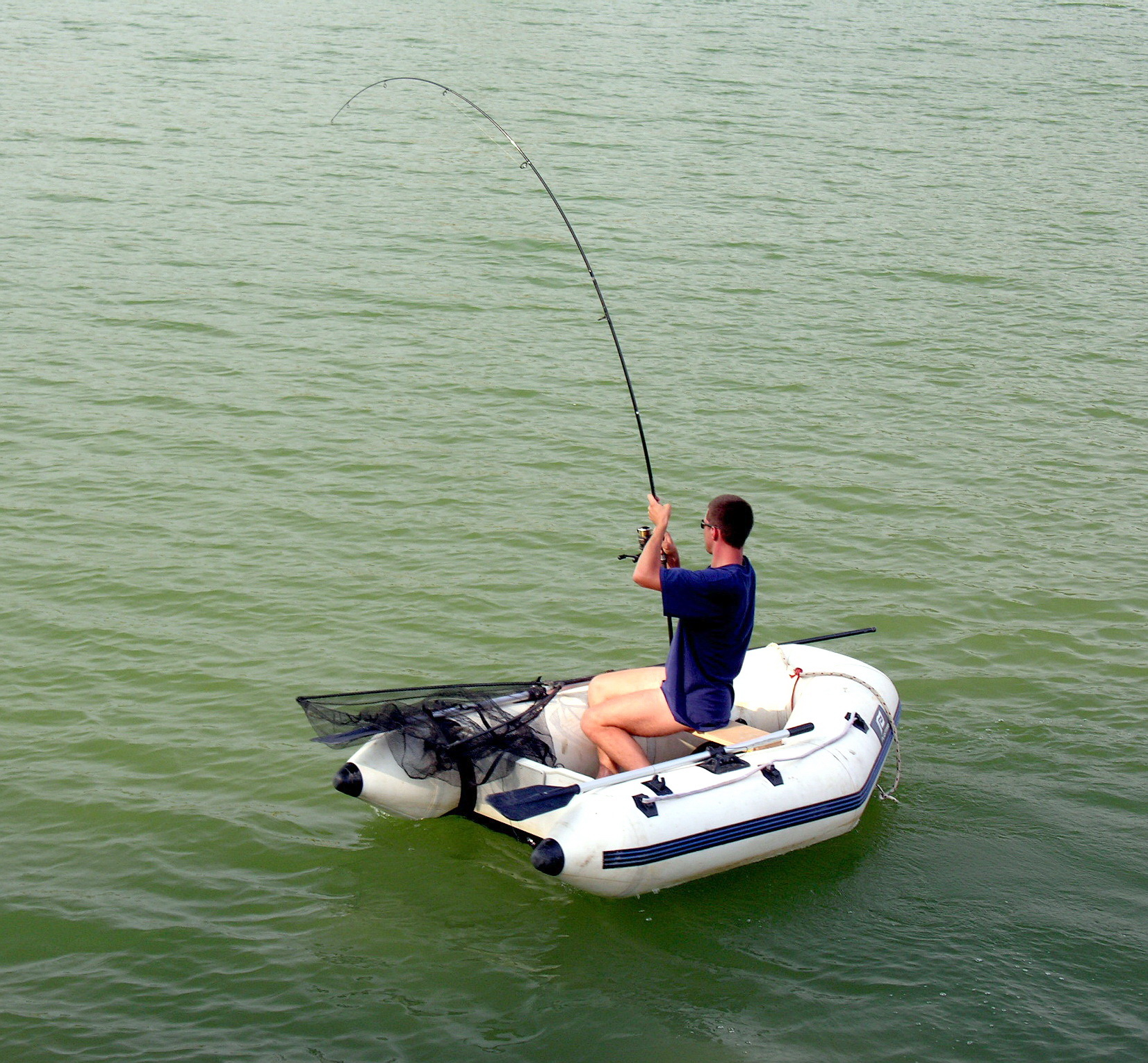
Wędkowanie przy pomocy pontonu.

Wędkarstwo spławikowo-gruntowe – metoda połowu ryb, rodzaj hobby i sportu, polegający na połowie ryb z brzegu lub łódki. Wędkarz do połowu ryb używa wędki (wędek). 
 Metoda ta zasadniczo dzieli się na trzy odmiany:
- Metoda spławikowa[1]
- Metoda gruntowa[2]
- Metoda powierzchniowa[3]

Zasady połowu w Polsce regulowane są przez Polski Związek Wędkarski, zawarte w Regulaminie Amatorskiego Połowu Ryb PZW.
Różnicą między metodami jest sposób sygnalizacji brań lub głębokość połowu.

## Metoda spławikowa
Zestaw do połowu metodą spławikową składa się z: wędziska, żyłki głównej, spławika i przyponu z haczykiem. Stosowanie przyponu nie jest obligatoryjne, jednak zabezpiecza przed utratą całego zestawu oraz poprawia częstotliwość brań.

W metodzie tej sygnalizacja brania następuje poprzez poruszenie spławika:
- Podtopienie
- Całkowite zatopienie
- Ruch spławika po tafli wody
- „Wyłożenie” spławika na taflę wody

Metoda spławikowa jest to pojęcie obejmujące kilka sposobów łowienia:
- Bat (żyłka główna przymocowana do szczytówki wędziska teleskopowego, brak kołowrotka),
- Tyczka (żyłka główna przymocowana do szczytówki wędziska składowego, brak kołowrotka),
- Metoda bolońska (kołowrotek obecny, wędzisko teleskopowe o dość dużym ciężarze wyrzutowym, spławik w kształcie bombki),
- Metoda angielska (kołowrotek obecny, wędzisko składowe, spławik typu „waggler”).

Możliwe jest łączenie metod celem uzyskania najlepszego komfortu łowienia i najlepszych wyników.

## Metoda gruntowa
Zestaw do metody gruntowej składa się z wędziska, żyłki głównej, obciążenia i przyponu z haczykiem. Zasadniczą różnicą między tą metodą a metodą spławikową jest sposób sygnalizacji brań. W metodzie gruntowej sygnalizacja brań następuje poprzez ruch sygnalizatora („bombki”, swingera) zawieszonego na żyłce pod wędziskiem, bądź ruch szczytówki (metody feeder, picker). Dodatkowo jest możliwe dodanie zanęty o przeróżnych smakach i kolorach. Dodatkowo zestaw jest cięższy, przez co wyrzuty są dalsze.

## Metoda powierzchniowa
Metoda powierzchniowa polega na połowie ryb z powierzchni wody, bądź z warstwy przypowierzchniowej. Efekt taki uzyskuje się poprzez użycie przynęty bądź elementu zestawu o dodatniej wyporności. 

Połów tą metodą przypomina połów metodą muchową (z użyciem suchej muchy), jednak w tejże zabronione jest użycie przynęt naturalnych. Nie jest również wymagane używanie sznura muchowego.
W metodzie tej najczęściej nie używa się sygnalizatora a brania są wykrywane w wyniku obserwacji przynęty. Niegdyś używano do połowu metodą powierzchniową tzw. „kuli wodnej” (tj. kuli z tworzywa sztucznego, posiadającej możliwość częściowego napełnienia wodą), jednak kula wodna została zakazana przez Regulamin Amatorskiego Połowu Ryb.